# 1884
Évszázadok: 18. század – 19. század – 20. század
Évtizedek: 1830-as évek – 1840-es évek – 1850-es évek – 1860-as évek – 1870-es évek – 1880-as évek – 1890-es évek – 1900-as évek – 1910-es évek – 1920-as évek – 1930-as évek
Évek: 1879 – 1880 – 1881 – 1882 –  1883 – 1884 – 1885 – 1886 – 1887 – 1888 – 1889

## Események

### Határozott dátumú események
- április 24. – Otto von Bismarck német birodalmi kancellár arra utasítja a fokvárosi német konzult, hogy vegye német védelem alá az Adolf Lüderitz brémai nagykereskedő által a délnyugat-afrikai Aqua Pequena-öbölben megszerzett területeket. (A német gyarmatosítás kezdete.)[1]
- április 26. – A Tiszának és mellékfolyóinak szabályozásáról, ezen folyók völgyeinek ármentesítéséről, úgyszintén a vízszabályozó és ármentesítő társulatok igazgatási szervezéséről szóló 1884. évi XIV. törvénycikkben, vagy más néven a „tiszai törvény”-ben összefoglalják a Tisza és mellékfolyói szabályozására vonatkozó rendelkezéseket, és meghatározzák az állam és a társulatok kötelezettségeit.[2]
- május 18. – A király által szentesített ipartörvényről szóló 1884. évi XVII. törvénycikk már nem engedélyezi, hogy az emberi egészségre veszélyes üzemeket bárhol fel lehessen állítani, s az egészségre káros fennálló gyárakat pedig kárpótlás mellett bezáratja.[2]
- augusztus 5. – A búrok megalapítják az Új Köztársaságot (Nieuwe Republiek) Vryheid környékén.
- augusztus 23. – Déchy Mór földrajztudós az első magyar, aki feljut az Elbrusz főcsúcsára.[3]
- szeptember 16. – A Transvaal Köztársaság a brit terjeszkedést meggátolandó annektálja a Egyesült Stellalandi Államokat (Goosen és Stellalan búr államok szövetsége).
- szeptember 29. – A Mocsáry Lajos vezette Függetlenségi Párt és az Irányi Dániel vezette Negyvennyolcas Függetlenségi Párt egyesülésével létrejön a Függetlenségi és Negyvennyolcas Párt.

### Határozatlan dátumú események
- az év folyamán –
  - A Béga-csatornára települve megépül Temesvár vízerőtelepe (2000 kW), amely a maga nemében az első magyarországi vízerőmű.[2]
  - Új-Guinea keleti felén megalakul Német Új-Guinea.[4]
  - A britek Charles Warren tábornok vezetésével meghódítják a búroktól az ún. Egyesült Stellalandi Államok korábbi területét.

## Az év témái

### 1884 a tudományban
- november 1. – Washingtonban, a Nemzetközi Meridián Konferencián, 25 nemzet képviselője döntést hoz a világ időzónákra való felosztásáról. (A kezdő délkört Greenwichben (Anglia) jelölik ki.)
- Gottlob Frege: Az aritmetika alapjai.
- Sebastian Ziani de Ferranti(wd) feltalálja a koaxiális kábelt.[5]

### 1884 a vasúti közlekedésben
- Budapesten átadják a forgalomnak a Keleti pályaudvart.[5]
- Megépítették a két Biatorbágyi völgyhíd közül az elsőt. Tizennégy évvel később, 1898-ban pedig elkészült a Budapest felől érkező forgalmat vezető, második híd is.

### 1884 a zenében
- szeptember 24. – Az operaház megnyitása Budapesten.

## Születések
- január 13. – Mattis Teutsch János festő, szobrász, grafikus († 1960)
- január 16. – Tauffer Gábor magyar gyógyszerész, ügyvéd, országgyűlési képviselő († ?)
- január 18. – Kuncz Ödön jogtudós, közgazdász, az MTA tagja († 1965)
- január 20. – Gábor Andor író, humorista († 1953)
- február 11. – Györffy István etnográfus, az MTA tagja († 1939)
- február 12. – Max Beckmann festő, grafikus († 1950)
- március 17. – Takács József szociáldemokrata politikus, földművelésügyi miniszter († 1961)
- április 4. – Jamamoto Iszoroku japán admirális († 1943)
- április 12. – Fábián Gyula magyar rajztanár, etnográfus, ifjúsági író († 1955)
- április 17. – Adorján Imre csíki földbirtokos, közéleti szereplő, lapszerkesztő, magyarországi országgyűlési képviselő († 1971)
- április 23.
  - Sarvay Elek magyar jogász, országgyűlési képviselő († ?)
  - Serédi Jusztinián tudós, egyházjogász, érsek, bíboros, prímás, a magyar katolikus egyház vezetője 1927 és 1945 között († 1945)
- május 8. – Harry S. Truman, az Amerikai Egyesült Államok elnöke († 1972)
- május 9. – Csikász Imre szobrászművész († 1914)
- május 14. – Claude Dornier repülőgép-konstruktőr († 1969)
- május 27. – Max Brod irodalmár († 1968)
- május 28.
  - Edvard Beneš cseh politikus († 1948)
  - Kühnel Márton vállalkozó és feltaláló, madárbarát († 1961)
- május 30. – Nagybaconi Nagy Vilmos vezérezredes, honvédelmi miniszter, katonai szakíró († 1976)
- június 9. – Pongrácz Lajos gyógyszerész, országgyűlési képviselő († 1940)
- június 20. – Zadravecz István ferences szerzetes, tábori püspök († 1965)
- június 25. – Gyóni Géza költő († 1917)
- június 30. – Szép Ernő költő, író, újságíró († 1953)
- július 12. – Amedeo Modigliani olasz szobrász és festő († 1920)
- július 14. – Adalbert Ferdinánd porosz királyi herceg porosz királyi és német császári herceg, a Német Császári Haditengerészet tisztje († 1948)
- július 15. – Markovits Rodion magyar író, újságíró († 1948)
- július 23. – Emil Jannings svájci színész († 1950)
- július 26. – Borbás Gáspár labdarúgó († 1976)
- augusztus 4. – Balázs Béla író, költő, filmesztéta, filmrendező († 1949)
- augusztus 23. – Madarász Margit teniszező († 1959)
- szeptember 18. – Slachta Margit szerzetes, feminista politikus, az első magyar női országgyűlési képviselő († 1974)
- szeptember 22. – Rády József olimpiai bajnok vívó († 1957)
- szeptember 24. – İsmet İnönü török katona, államférfi és Törökország második elnöke († 1973)
- október 1. – boldogfai Farkas Dénes magyar mezőgazdász, politikus, országgyűlési képviselő († 1973)
- október 9. – Helene Deutsch, első pszichoanalitikusnő, Sigmund Freud munkatársa († 1982)
- november 6. – Germanus Gyula magyar orientalista, arab nyelvészeti és kultúrtörténeti szakíró († 1979)
- november 7. – Aczél Ilona magyar színésznő († 1940)
- december 18. – Lux Elek szobrász († 1941)
- december 23. – Lengyel Géza botanikus, agrobotanikus, az MTA tagja († 1965)

## Halálozások
- január 26. – Pavlo Platonovics Csubinszkij, ukrán költő, ukrajna himnuszának szerzője (* 1839)
- január 28. – Auguste Dumont(wd) francia szobrász (* 1801)
- március 7. – Lugossy József, nyelvész, orientalista, az MTA tagja (* 1812)
- március 9. – Balogh József költő, ügyvéd (* 1797)
- március 19. – Elias Lönnrot, finn orvos, botanikus és népdalgyűjtő, a Kalevala összeállítója (* 1802)
- május 12. – Bedřich Smetana, cseh zeneszerző (* 1824)
- május 16. – Kriztianovich Ignác, horvát író, fordító, nyelvész (* 1796)
- május 17. – Kosztolányi Mór az 1848–49-es szabadságharc honvéd ezredese (* 1806)
- június 28. – Táncsics Mihály, író, publicista, az első magyar szocialista politikusok egyike (* 1799)
- július 10. – Paul Morphy, az első nem hivatalos sakkvilágbajnok (* 1837)
- július 25. – Feszl Frigyes, építész (* 1821)
- augusztus 5. – Gáspár András, honvéd tábornok (* 1804)
- augusztus 14. – Lengyel Dániel orvos, honvédorvos, tanár, gimnáziumi igazgató (* 1815)
- október 31. – Marie Bashkirtseff orosz származású francia festőnő, szobrász és írónő (* 1858)
- november 3. – Lónyay Menyhért, magyar politikus, miniszterelnök, publicista, az MTA tagja, elnöke (* 1822)
- november 5. – Horváth Cirill József, filozófus, író (* 1804)
- november 11. – Alfred Brehm, német természettudós és író (* 1829)
- november 14. – Berzenczey László, magyar politikus, utazó (* 1820)
- november 18. – Bloksay István, magyar királyi közjegyző (* 1826)
- november 23. – Bubics Ede magyar mérnök (* 1818)